# ميغيل شاكون دياز
ميغيل شاكون دياز (بالإسبانية: Miguel Chacón)‏ هو دراج إسباني، ولد في 14 يناير 1930 في ساباديل في إسبانيا، وتوفي في 28 يوليو 2011.

## وصلات خارجية
- ميغيل شاكون دياز على موقع أرشيف الدراجات (الإنجليزية)
- ميغيل شاكون دياز على موقع إحصائيات الدراجات الإحترافية (الإنجليزية)
- ميغيل شاكون دياز على موقع CycleBase (الإنجليزية)